# Кольбермор
Кольбермор (нем. Kolbermoor, бав. Koiwamoor, Koibamoa, Kaiwelooch) — город в Германии, в земле Бавария. Кольбермор — сравнительно молодой город, который возник в связи с прокладкой в 1859 году Баварской железной дороги Максимилиана. В 1863 году в городе был открыт хлопчатобумажный комбинат, который закрылся в 1993 году.
Подчинён административному округу Верхняя Бавария. Входит в состав района Розенхайм. Население составляет 17 942 человека (на 31 декабря 2010 года). Занимает площадь 19,87 км². Официальный код — 09 1 87 150.

## Известные уроженцы
- Пауль Брайтнер (р. 1951) — немецкий футболист
- Бастиан Швайнштайгер (р. 1984) — немецкий футболист